# 水素エネルギー社会

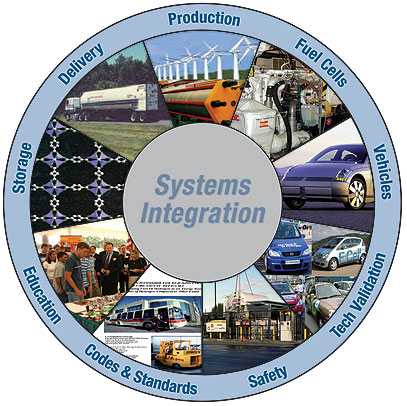
水素循環社会の要素

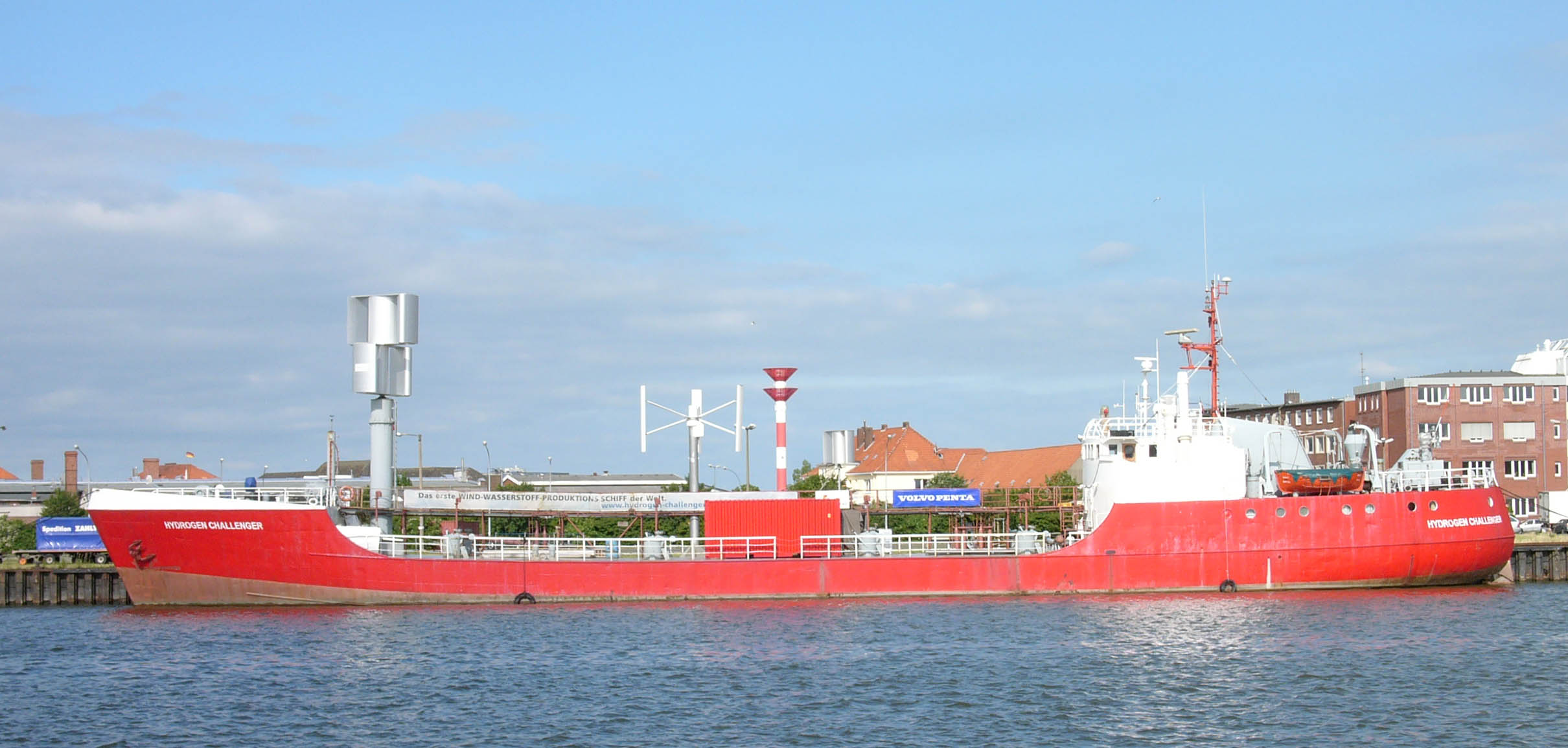
移動式の水素製造プラント船で水を電気分解するHydrogen challenger

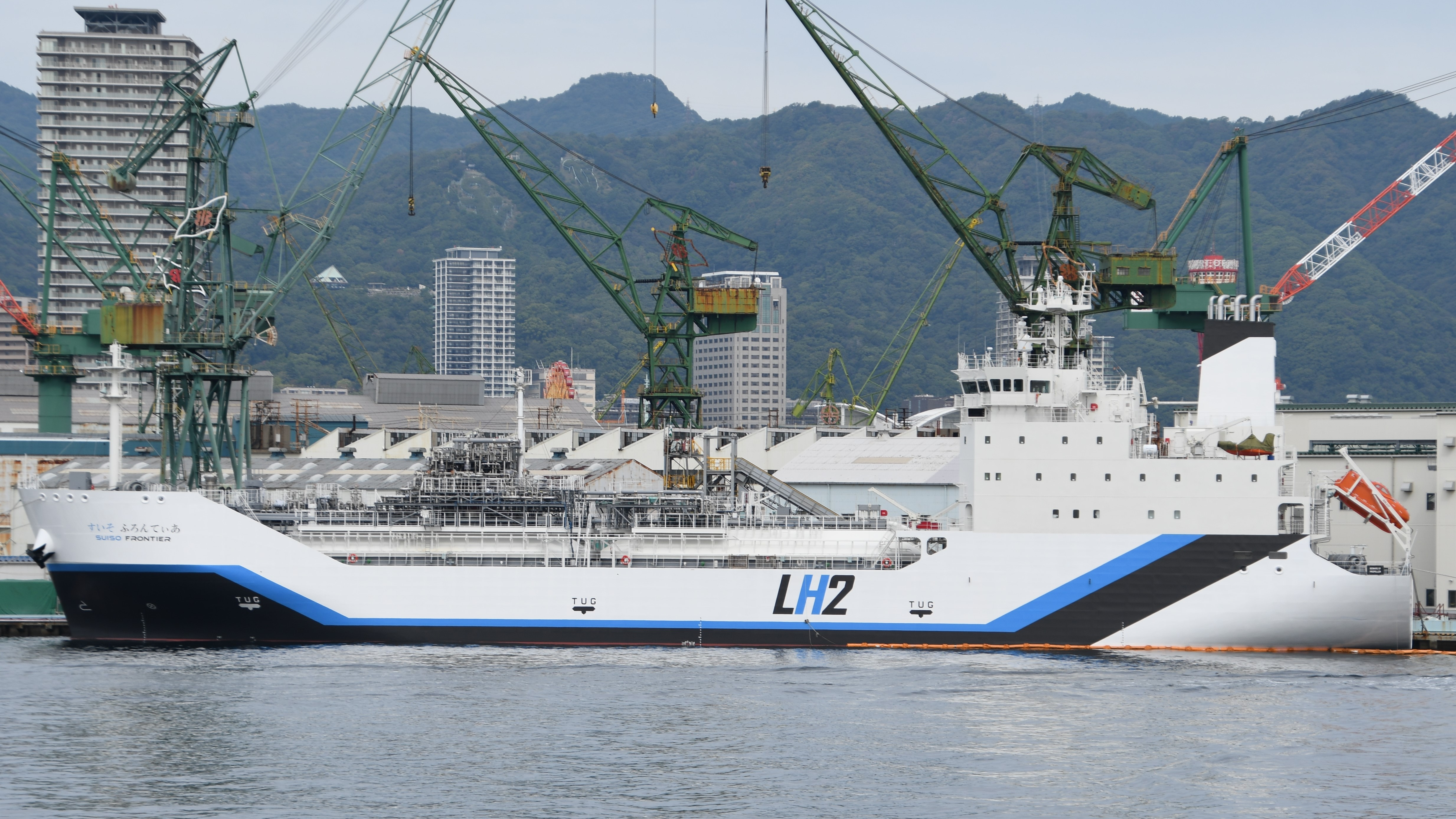
水素運搬船すいそ ふろんてぃあ

水素エネルギー社会（すいそえねるぎーしゃかい）は、水素を燃料（水素燃料）として用いる社会システム。水素社会とも呼ばれる。

## 水素の生産
水素の生産は、主にエネルギー源として化石燃料（石油・石炭などの炭化水素）を消費して生産する。この際に、二酸化炭素が生成され、二酸化炭素貯留法を用いない限り、大気へ排出される。
しかし、もしも安価かつ二酸化炭素を大気へ排出しないエネルギー源が存在した場合に、もしくは余剰電力が大量に存在する場合に、それから水素を効率良く大量生産できたならば、生産された水素を燃焼させる利用段階時に限れば二酸化炭素を排出しないことから、環境負荷が低い社会が実現するとされる。

## 燃料電池
水素を用いる燃料電池の原理は19世紀には見出されていたが、社会システム面までの言及は、1970年のミシガン大学 Lawrence W. Jones の Toward a liquid hydrogen fuel economy による。
燃料電池は内燃機関よりも技術的には高度ではあるものの、全体的な効率は内燃機関よりも高効率ではない。燃料電池は自動車、船舶から携帯端末やコンピュータまで様々な用途における電力を供給可能である。
燃料電池自動車は、乗用車ではトヨタ・MIRAI、ヒュンダイ・ix35 FCEV、ホンダ・クラリティ フューエル セルなど、路線バスではトヨタ・SORAなどのようにリース販売や一般販売が行われるようになっており、他の主要な自動車会社でも燃料電池車の開発が進められている。

## 水素以外のエネルギー媒体
水素以外にもエネルギーを貯蔵できるガス、あるいは水素の化合物は実に多種多様に存在し、例えば窒素と反応させアンモニアとすることで沸点を大幅に下げ輸送を容易にしたり、二酸化炭素と反応させメタンを作り既存のガスインフラを利用するなど様々な方法が考えられる。これらガスから水素を作り出すこともできる。
他に常温で固体の金属であるマグネシウムを利用したマグネシウム循環社会なども考案されている。